# 瓦瑟纳尔
瓦瑟纳尔（荷蘭語：Wassenaar，荷蘭語：[ˈʋɑsənaːr] ⓘ）是荷兰南荷兰省的市镇。作为海牙相当富裕的郊区，瓦瑟纳尔位于其北面10km处，在靠近北海海岸的N44高速公路上。该市镇辖区62.50 km²，其中11.65 km²为水面。

## 历史
1996年5月12日，33個國家於此地簽訂《瓦聖納協定》，以管制傳統武器及軍商兩用貨品出口，現時已有40個簽署國。

## 瓦瑟纳尔名人
- 威廉-亚历山大
- 巴尔塔萨·范德波尔